# Nuraghe Serbissi

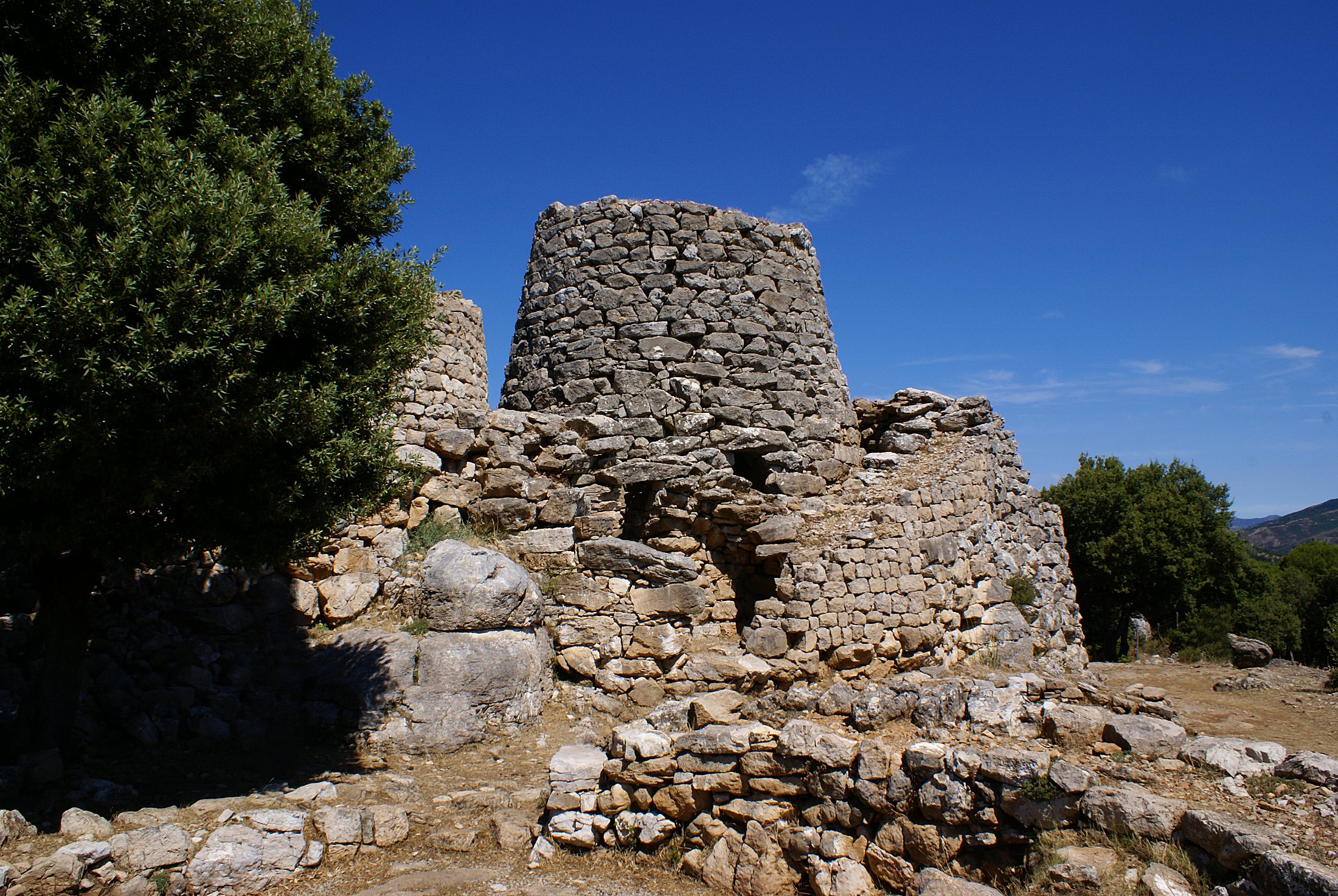
Nuraghe Serbissi

Die Nuraghe Serbissi (Ident-Nr. 1050135657-MIBAC) befindet sich auf dem über 900 m hoch gelegenen Karstlateau, das von Außengipfeln (Tacchi) wie dem Perda e‘ Liana umgeben ist, über dem Tal des Rio Taquisara in Osini, nördlich von Ulassai in der Provinz Ogliastra auf Sardinien. Die Besonderheit des Nuraghenkomplexes aus dem 18.–10. Jahrhundert v. Chr. besteht darin, dass er nahe einer natürlichen Kalksteinhöhle mit zwei Eingängen errichtet wurde.

## Beschreibung
Der in der Bronzezeit entstandene und genutzte Nuragenkomplex besteht aus einem zentralen Turm (Mastio) aus regelmäßigen Blockreihen von 6,3 m Höhe, der eng von drei kleineren, unterschiedlich hoch erhaltenen, über eine kurvenförmig verlaufende Mauerbastion miteinander verbundenen Türmen in Tholosform flankiert wird, um die sich Fundamente von acht, teils sehr großen Rundhütten befinden. Der Zugang erfolgt durch einen kleinen Innenhof. Durch den Zugang des Hauptturms gelangt man in einen zur Kammer hin höher werdenden Gang mit trapezförmigem Querschnitt, durch den man eine Treppe mit 28 erhaltenen Stufen und die runde Kammer von 4,3 m Durchmesser mit zwei Nischen erreicht.

Nuraghe Serbissi
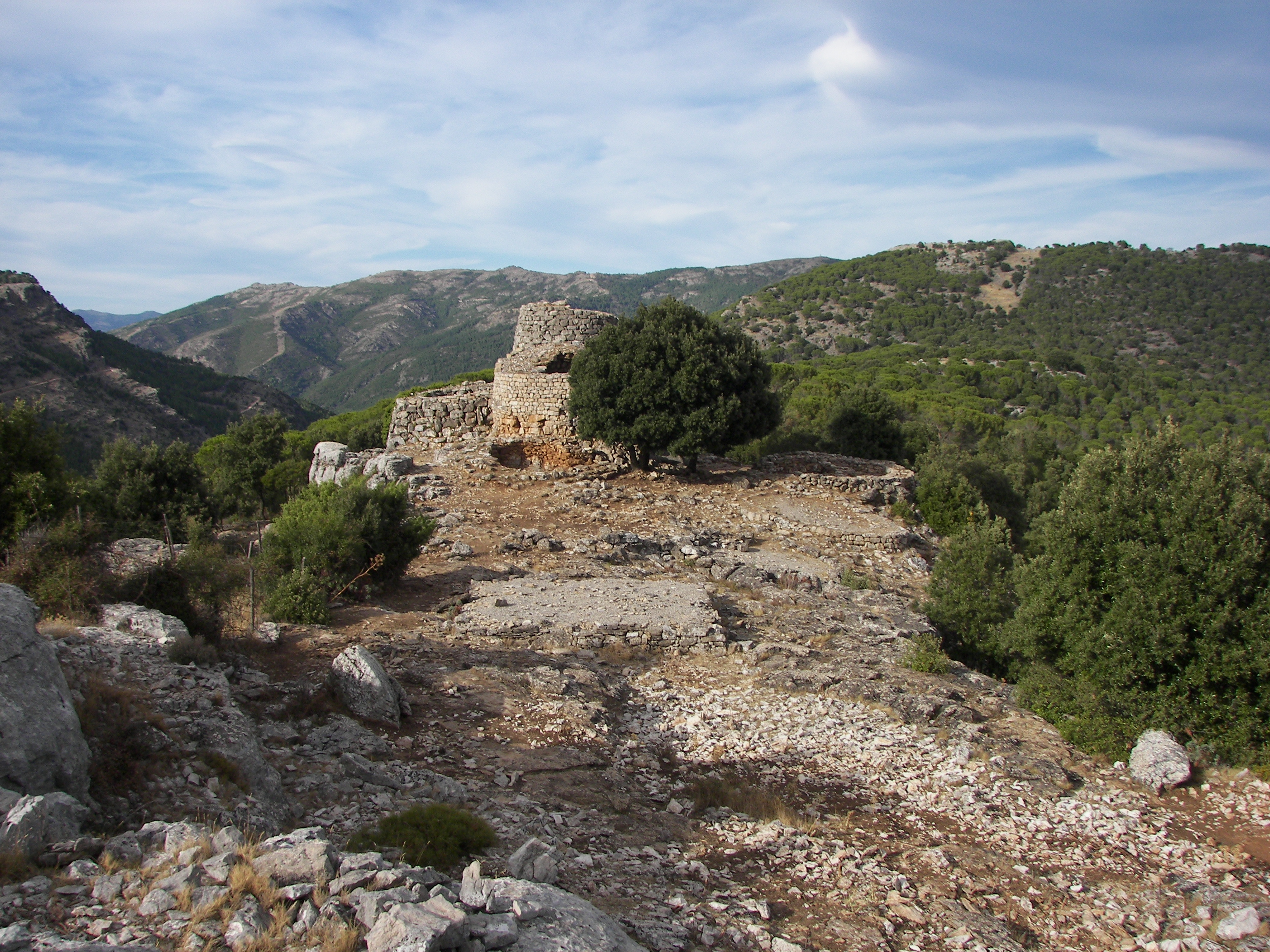
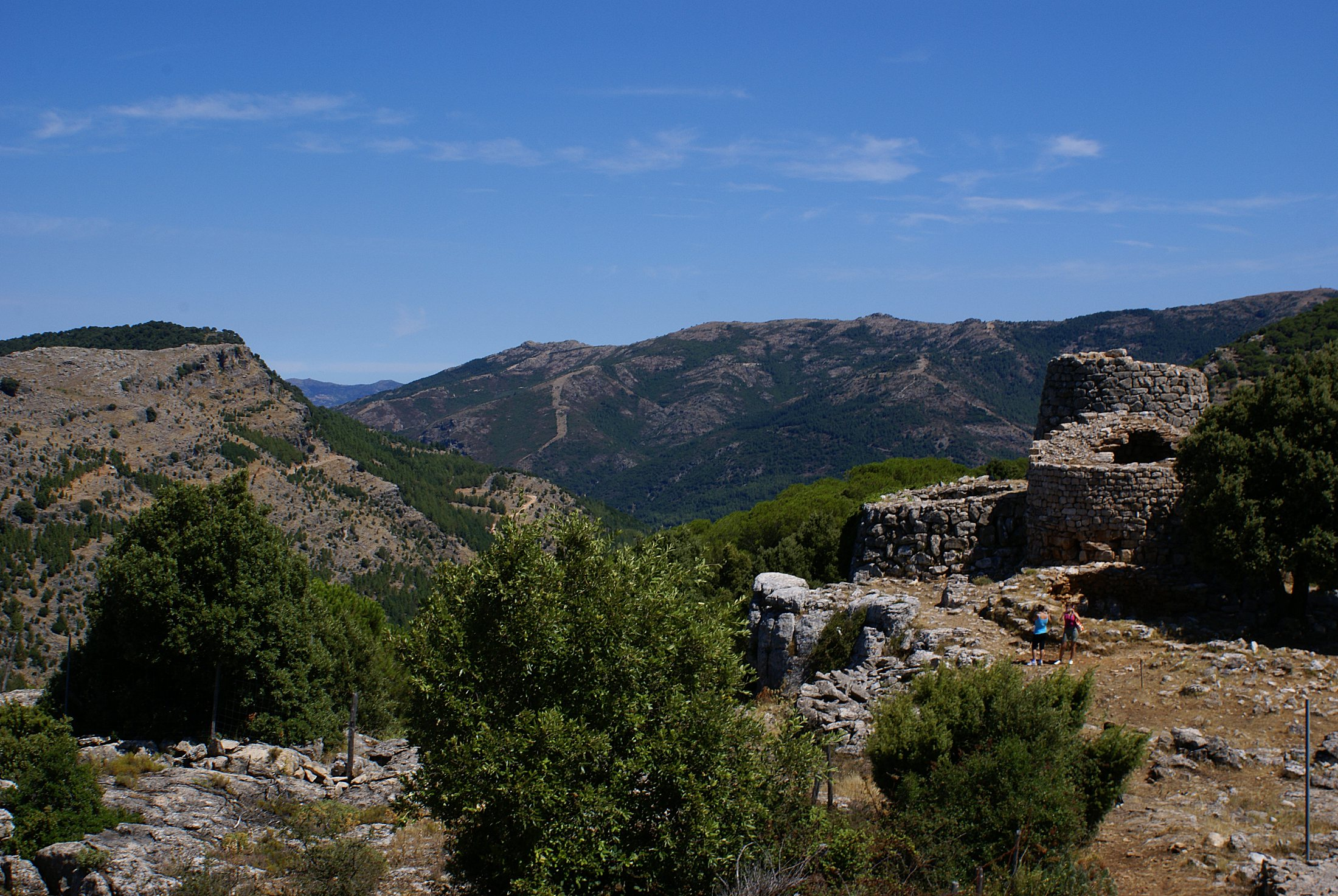
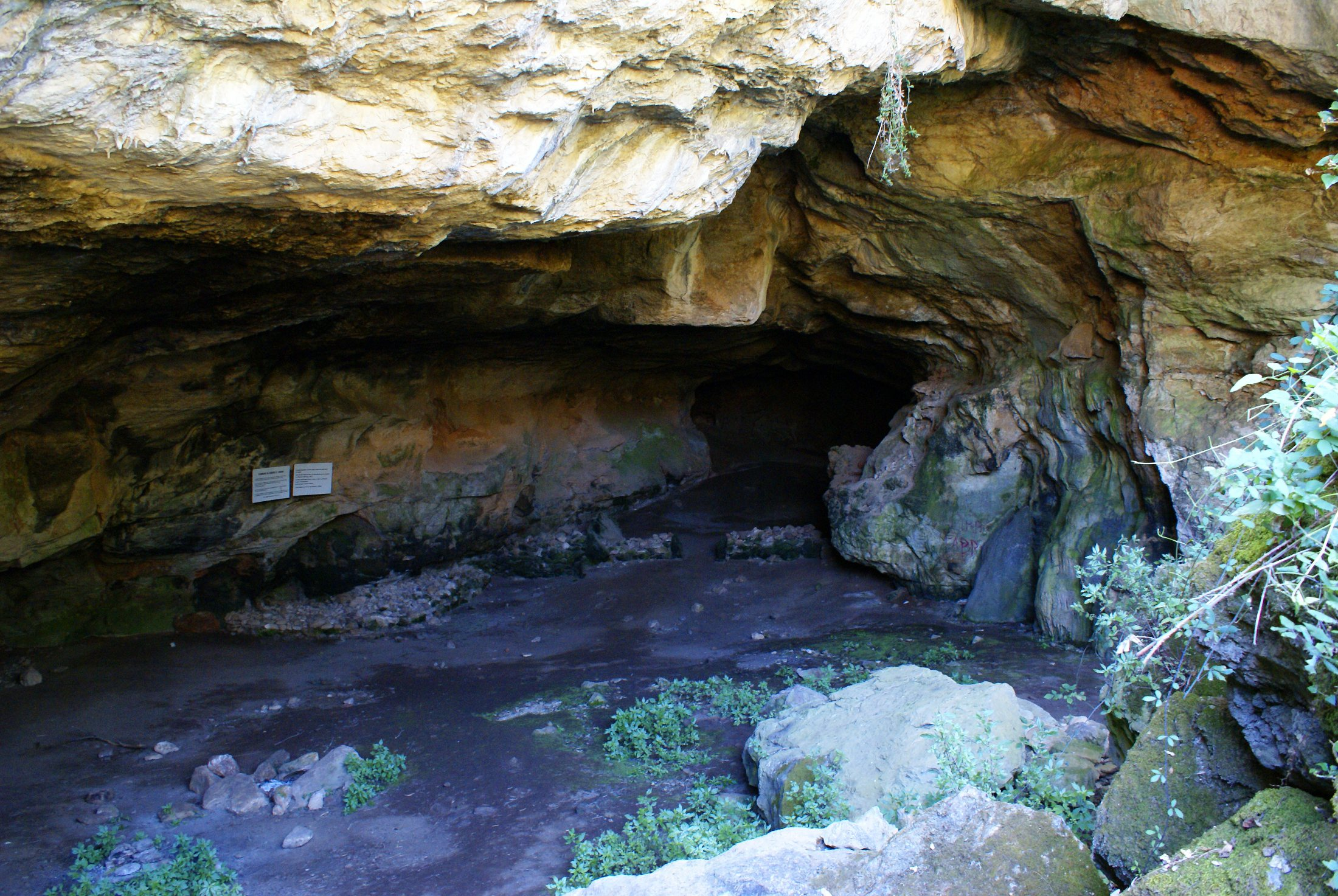

In der Nähe der Nuraghe liegen zwei Gigantengräber.